# برو إيفوليوشن سوكر (لعبة فيديو)
برو إيفوليوشن سوكر (بالإنجليزية: Pro Evolution Soccer)‏ وتُسَّمى في النسخة اليابانية ورلد سوكر وينينغ إليفن 5 (بالإنجليزية: World Soccer: Winning Eleven 5)‏ وهي أول إصدار من شركة كونامي من سلسلة ألعاب برو إفولوشن سوكر وهي لعبة كرة قدم أُطلقت في يوم 23 نوفمبر 2001 في أوروبا في بلاي ستيشن 2 وبلاي ستيشن 1 وتم إعلان إنتاجها في مجلة فاميتسو.